# Willy van der Kuijlen
Willy van der Kuijlen (Helmond, 6 december 1946 – aldaar, 19 april 2021) was een Nederlands voetballer. Hij speelde een leidende rol bij de successen van PSV in de tweede helft van de jaren zeventig. Hij scoorde in ruim 17 seizoenen in dienst van PSV 308 competitiedoelpunten. Met in totaal 311 doelpunten is hij topscorer aller tijden van de Eredivisie. Van der Kuijlen overschreed de magische grens van 500
goals in officiële wedstrijden. 
Vanwege zijn jarenlange trouwe dienst voor de club kreeg Van der Kuijlen de bijnaam 'Mister PSV'. Een andere bijnaam is 'Skiete Willy', vanwege zijn harde schoten met links én rechts.

## Loopbaan

### Clubcarrière
Van der Kuijlen begon met voetballen bij HVV Helmond, waarna hij in 1964 op zeventienjarige leeftijd naar PSV vertrok. Zijn eerste doelpunt voor PSV in de Eredivisie scoorde hij in de thuiswedstrijd op 23 augustus 1964 tegen Fortuna 54. Voor de club uit Eindhoven speelde hij tussen 1964 en 1981 528 competitiewedstrijden, waarin hij 308 keer scoorde. Van der Kuijlen speelde in het seizoen 1981/82 nog 17 wedstrijden voor MVV en scoorde daarin 3 maal. Met 311 doelpunten is hij topscorer aller tijden van de Eredivisie, met 46 doelpunten voorsprong op nummer twee Ruud Geels. Hij was in de seizoenen 1965/66 (gedeeld met Piet Kruiver), 1969/70 en 1973/1974 ook topscorer van die jaargangen in de Eredivisie. Van der Kuijlen beëindigde zijn voetbalcarrière aan het einde van het seizoen 1982/83 in de Belgische Tweede klasse, bij KVV Overpelt Fabriek.
Van der Kuijlen werd in de seizoenen 1974/75, 1975/76 en 1977/78 met PSV kampioen in de Eredivisie en won in 1973/74 en 1975/76 de KNVB Beker met de Eindhovense club. Hij maakte op 1 mei 1974 een hattrick in de met 6-0 gewonnen bekerfinale tegen NAC en scoorde tijdens het twee jaar later gewonnen bekertoernooi onder meer vijf keer in de halve finale uit bij FC Eindhoven (8-1 overwinning).
Van der Kuijlen won in het seizoen 1977/78 de UEFA Cup met PSV, de eerste Europese prijs in de clubhistorie. Zijn teamgenoten en hij wonnen van achtereenvolgens Glenavon, Widzew Łódź, Eintracht Braunschweig en FC Magdeburg, in de halve finale van FC Barcelona en in de finale van SEC Bastia. Van der Kuijlen scoorde tegen Glenavon (2x), Widzew Łódź en Eintracht Braunschweig en het laatste doelpunt van de met 3-0 gewonnen thuiswedstrijd in de finale. Hij maakte in zijn totale carrière 29 doelpunten in Europees verband: tien in de Europacup I, elf in de Europacup II en acht in de UEFA Cup.

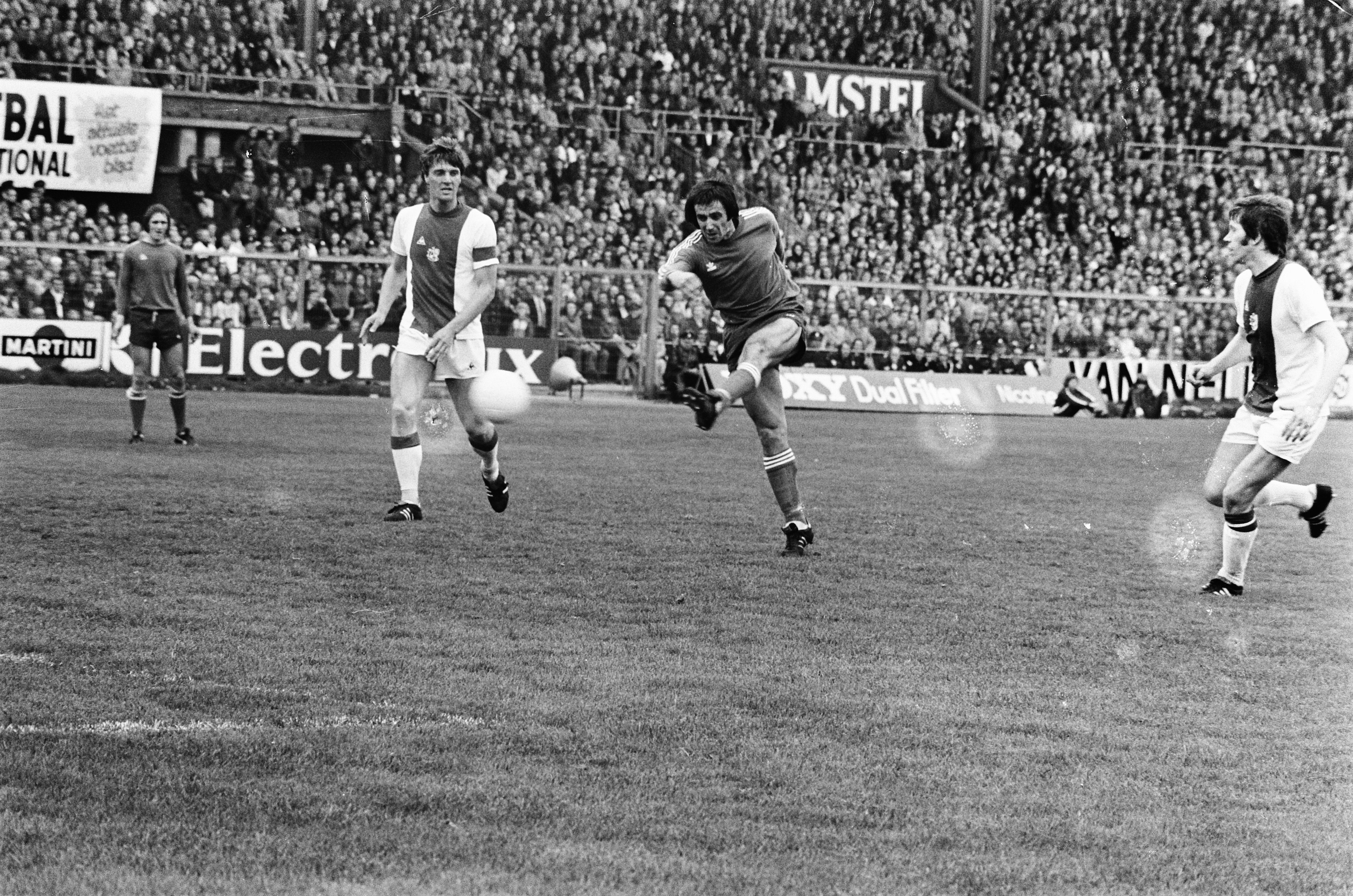
Ajax-PSV (27 april 1975). Van der Kuijlen scoort de 0-3

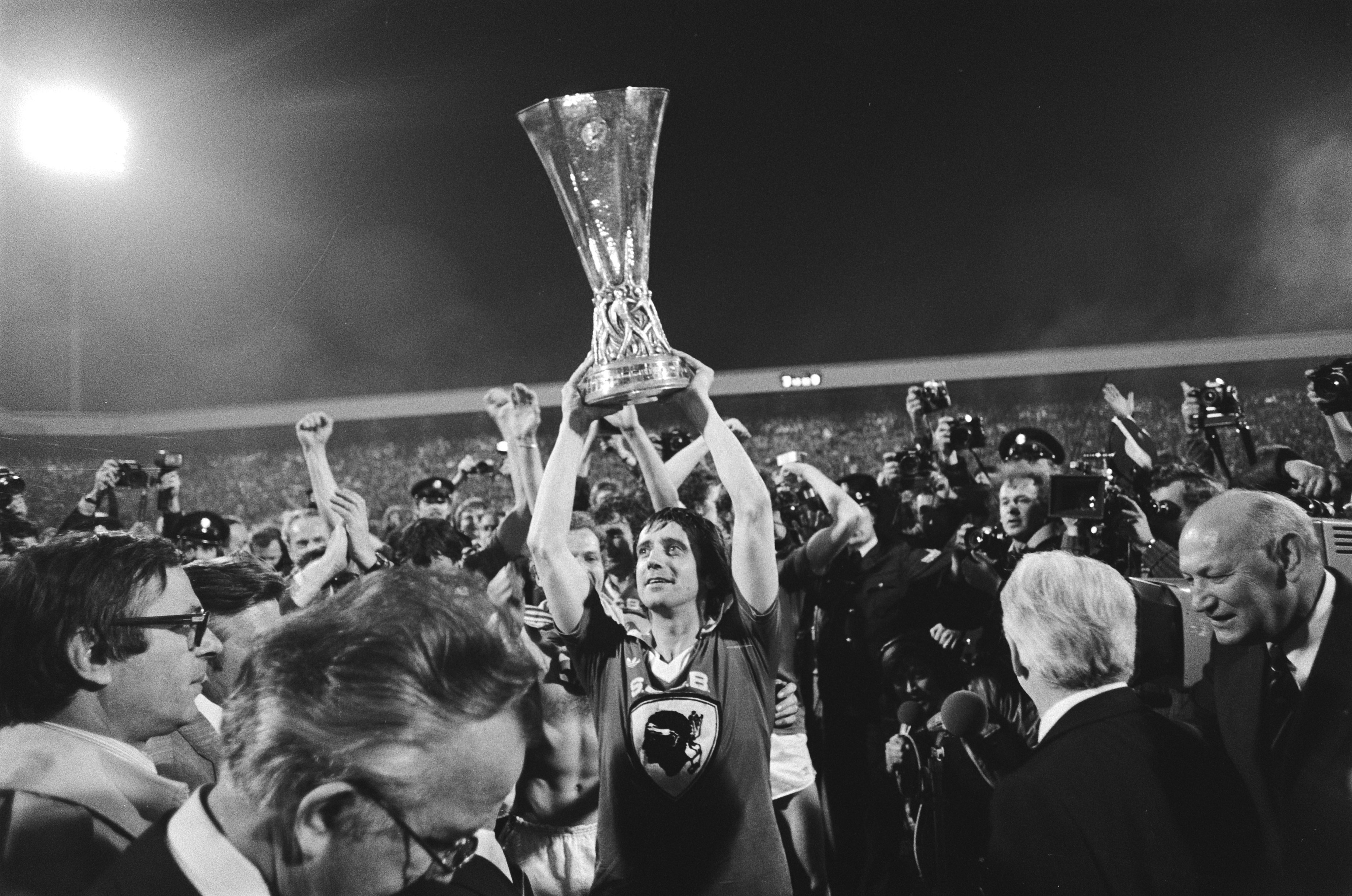
Van der Kuijlen met de zojuist met PSV gewonnen UEFA Cup op 9 mei 1978

### Profstatistieken
| Seizoen         | Club             | Land               | Competitie      | Competitie | Competitie | Beker | Beker | Internationaal | Internationaal | Totaal | Totaal |
| Seizoen         | Club             | Land               | Competitie      | Wed.       | Dlp.       | Wed.  | Dlp.  | Wed.           | Dlp.           | Wed.   | Dlp.   |
| --------------- | ---------------- | ------------------ | --------------- | ---------- | ---------- | ----- | ----- | -------------- | -------------- | ------ | ------ |
| 1964/65         | PSV              | Vlag van Nederland | Eredivisie      | 27         | 20         | 2     | 2     | –              | –              | 29     | 22     |
| 1965/66         | PSV              | Vlag van Nederland | Eredivisie      | 30         | 23         | 6     | 9     | –              | –              | 36     | 32     |
| 1966/67         | PSV              | Vlag van Nederland | Eredivisie      | 34         | 21         | 1     | 0     | –              | –              | 35     | 21     |
| 1967/68         | PSV              | Vlag van Nederland | Eredivisie      | 32         | 21         | 4     | 6     | –              | –              | 36     | 27     |
| 1968/69         | PSV              | Vlag van Nederland | Eredivisie      | 34         | 11         | 7     | 7     | –              | –              | 41     | 18     |
| 1969/70         | PSV              | Vlag van Nederland | Eredivisie      | 32         | 26         | 6     | 4     | 4              | 2              | 42     | 32     |
| 1970/71         | PSV              | Vlag van Nederland | Eredivisie      | 30         | 14         | 2     | 2     | 8              | 1              | 40     | 17     |
| 1971/72         | PSV              | Vlag van Nederland | Eredivisie      | 26         | 6          | 2     | 0     | 3              | 0              | 31     | 6      |
| 1972/73         | PSV              | Vlag van Nederland | Eredivisie      | 32         | 13         | 3     | 1     | –              | –              | 35     | 14     |
| 1973/74         | PSV              | Vlag van Nederland | Eredivisie      | 34         | 27         | 5     | 7     | –              | –              | 39     | 34     |
| 1974/75         | PSV              | Vlag van Nederland | Eredivisie      | 32         | 28         | 1     | 1     | 8              | 8              | 41     | 37     |
| 1975/76         | PSV              | Vlag van Nederland | Eredivisie      | 33         | 27         | 5     | 10    | 8              | 4              | 46     | 41     |
| 1976/77         | PSV              | Vlag van Nederland | Eredivisie      | 32         | 24         | 3     | 1     | 4              | 2              | 39     | 27     |
| 1977/78         | PSV              | Vlag van Nederland | Eredivisie      | 32         | 13         | 2     | 1     | 11             | 5              | 45     | 19     |
| 1978/79         | PSV              | Vlag van Nederland | Eredivisie      | 28         | 14         | 4     | 3     | 3              | 4              | 35     | 21     |
| 1979/80         | PSV              | Vlag van Nederland | Eredivisie      | 28         | 12         | 5     | 2     | 4              | 0              | 37     | 14     |
| 1980/81         | PSV              | Vlag van Nederland | Eredivisie      | 27         | 8          | 4     | 1     | 4              | 3              | 35     | 12     |
| 1981/82         | PSV              | Vlag van Nederland | Eredivisie      | 5          | 0          | 0     | 0     | 1              | 0              | 6      | 0      |
| Club totaal     | Club totaal      | Club totaal        | Club totaal     | 528        | 308        | 62    | 57    | 58             | 29             | 648    | 394    |
| 1981/82         | MVV              | Vlag van Nederland | Eredivisie      | 16         | 3          | 1     | 2     | –              | –              | 17     | 5      |
| Club totaal     | Club totaal      | Club totaal        | Club totaal     | 16         | 3          | 1     | 2     | –              | –              | 17     | 5      |
| 1982/83         | Overpelt Fabriek | Vlag van België    | Tweede klasse   | 28         | 8          | 2     | 1     | –              | –              | 30     | 9      |
| Club totaal     | Club totaal      | Club totaal        | Club totaal     | 28         | 8          | 2     | 1     | –              | –              | 30     | 9      |
| Carrière totaal | Carrière totaal  | Carrière totaal    | Carrière totaal | 572        | 319        | 65    | 60    | 58             | 29             | 695    | 408    |

- Competitie: Eredivisie en de Tweede klasse (België)
- Beker: KNVB Beker en de Beker van België
- Internationaal: Europacup I, Europacup II en de UEFA Cup

### Interlandcarrière

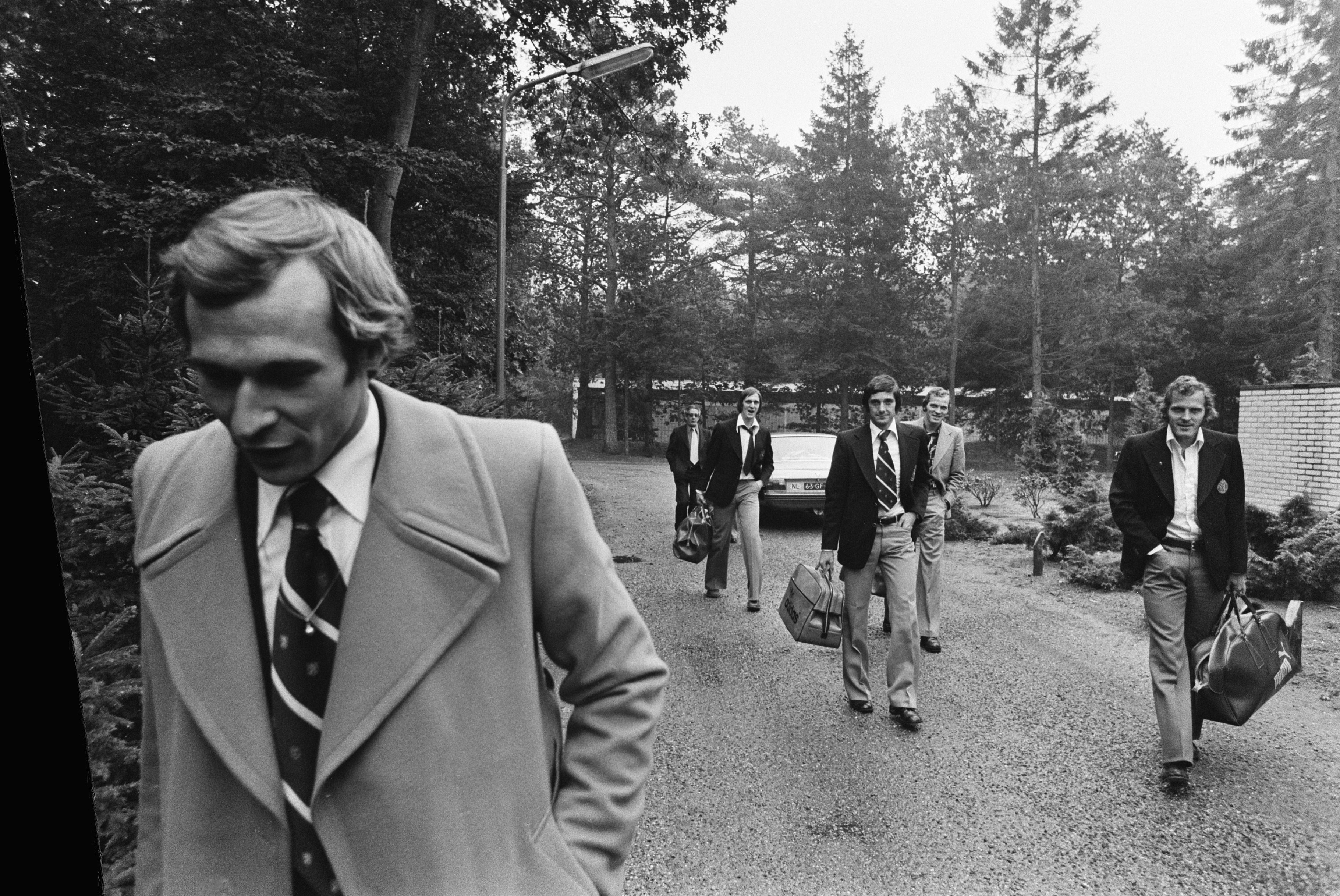
Van Beveren en Van der Kuijlen verlaten het Nederlands elftal (13 oktober 1975)

Van der Kuijlen debuteerde op 23 maart 1966 in het Nederlands voetbalelftal. Hiervoor speelde hij 22 interlands, waarin hij zeven doelpunten maakte. Dit relatief lage aantal interlands werd veroorzaakt door een ruzie tussen hem en Jan van Beveren enerzijds en Johan Cruijff en Johan Neeskens anderzijds. Een chantage van de coach door Johan Cruijff en de Ajax-groep in 1974 noodzaakte het tweetal van PSV het Nederlands elftal in 1975 voortijdig te verlaten en verhinderde ook in de aanloop naar het WK 78 nieuwe selecties na het WK 1974. Van der Kuijlen speelde oefeninterlands en kwalificatiewedstrijden voor het EK 1968, het WK 1970, het EK 1972, het EK 1976 en het WK 1978, maar was nooit actief op een eindtoernooi. Hij maakte op 3 september 1975 een hattrick tijdens een met 4-1 gewonnen kwalificatiewedstrijd voor het EK 1976 tegen Finland.

### Interlandstatistieken
| Interlands van Willy van der Kuijlen voor Nederland | Interlands van Willy van der Kuijlen voor Nederland | Interlands van Willy van der Kuijlen voor Nederland | Interlands van Willy van der Kuijlen voor Nederland | Interlands van Willy van der Kuijlen voor Nederland | Interlands van Willy van der Kuijlen voor Nederland |
| №                                                   | Datum                                               | Wedstrijd                                           | Uitslag                                             | Soort Wedstrijd                                     | Doelpunten                                          |
| Als speler bij PSV                                  | Als speler bij PSV                                  | Als speler bij PSV                                  | Als speler bij PSV                                  | Als speler bij PSV                                  | Als speler bij PSV                                  |
| --------------------------------------------------- | --------------------------------------------------- | --------------------------------------------------- | --------------------------------------------------- | --------------------------------------------------- | --------------------------------------------------- |
| 1.                                                  | 23 maart 1966                                       | Nederland – West-Duitsland                          | 2 – 4                                               | Oefeninterland                                      |                                                     |
| 2.                                                  | 17 april 1966                                       | Nederland – België                                  | 3 – 1                                               | Oefeninterland                                      | Goal                                                |
| 3.                                                  | 11 mei 1966                                         | Schotland – Nederland                               | 0 – 3                                               | Oefeninterland                                      | Goal · Goal                                         |
| 4.                                                  | 18 september 1966                                   | Oostenrijk – Nederland                              | 2 – 1                                               | Oefeninterland                                      |                                                     |
| 5.                                                  | 30 november 1966                                    | Nederland – Denemarken                              | 2 – 0                                               | Kwalificatiewedstrijd EK 1968                       | Goal                                                |
| 6.                                                  | 29 november 1967                                    | Nederland – Sovjet-Unie                             | 3 – 1                                               | Oefeninterland                                      |                                                     |
| 7.                                                  | 1 mei 1968                                          | Polen – Nederland                                   | 0 – 0                                               | Oefeninterland                                      |                                                     |
| 8.                                                  | 30 mei 1968                                         | Nederland – Schotland                               | 0 – 0                                               | Oefeninterland                                      |                                                     |
| 9.                                                  | 5 juni 1968                                         | Roemenië – Nederland                                | 0 – 0                                               | Oefeninterland                                      |                                                     |
| 10.                                                 | 4 september 1968                                    | Luxemburg – Nederland                               | 0 – 2                                               | Kwalificatiewedstrijd WK 1970                       |                                                     |
| 11.                                                 | 27 oktober 1968                                     | Bulgarije – Nederland                               | 2 – 0                                               | Kwalificatiewedstrijd WK 1970                       |                                                     |
| 12.                                                 | 22 oktober 1969                                     | Nederland – Bulgarije                               | 1 – 1                                               | Kwalificatiewedstrijd WK 1970                       |                                                     |
| 13.                                                 | 11 oktober 1970                                     | Nederland – Joegoslavië                             | 1 – 1                                               | Kwalificatiewedstrijd EK 1972                       |                                                     |
| 14.                                                 | 20 november 1974                                    | Nederland – Italië                                  | 3 – 1                                               | Kwalificatiewedstrijd EK 1976                       |                                                     |
| 15.                                                 | 17 mei 1975                                         | West-Duitsland – Nederland                          | 1 – 1                                               | Oefeninterland                                      |                                                     |
| 16.                                                 | 3 september 1975                                    | Nederland – Finland                                 | 4 – 1                                               | Kwalificatiewedstrijd EK 1976                       | Goal · Goal · Goal                                  |
| 17.                                                 | 10 september 1975                                   | Polen – Nederland                                   | 4 – 1                                               | Kwalificatiewedstrijd EK 1976                       |                                                     |
| 18.                                                 | 8 september 1976                                    | IJsland – Nederland                                 | 0 – 1                                               | Kwalificatiewedstrijd WK 1978                       |                                                     |
| 19.                                                 | 13 oktober 1976                                     | Nederland – Noord-Ierland                           | 2 – 2                                               | Kwalificatiewedstrijd WK 1978                       |                                                     |
| 20.                                                 | 26 maart 1977                                       | België – Nederland                                  | 0 – 2                                               | Kwalificatiewedstrijd WK 1978                       |                                                     |
| 21.                                                 | 5 oktober 1977                                      | Nederland – Sovjet-Unie                             | 0 – 0                                               | Oefeninterland                                      |                                                     |
| 22.                                                 | 12 oktober 1977                                     | Noord-Ierland – Nederland                           | 0 – 1                                               | Kwalificatiewedstrijd WK 1978                       |                                                     |

## Na het voetbal
Na zijn carrière als speler was Van der Kuijlen vanaf seizoen 1988/89 t/m seizoen 1990/91 als assistent-trainer van Jan Reker werkzaam bij Roda JC en was zodoende ook met deze club actief in de Europa Cup toernooien. In 1993 keerde van der Kuijlen in andere functies terug bij PSV. Hij werd er jeugd-, assistent- en spitsentrainer en later scout. Van der Kuijlen werd tevens benoemd tot 'lid van verdienste' van PSV. In het kader van 60 jaar Eredivisie in 2016 verrichten clubiconen in speelronde vijf van seizoen 2016/17 de aftrap van de Eredivisiewedstrijden. Tijdens de uitwedstrijd van PSV tegen N.E.C. deed Van der Kuijlen dit namens de Eindhovenaren.
Willy van der Kuijlen leed de laatste jaren van zijn leven aan de ziekte van Alzheimer. Hij overleed in 2021 op 74-jarige leeftijd.

## Standbeeld en biografie

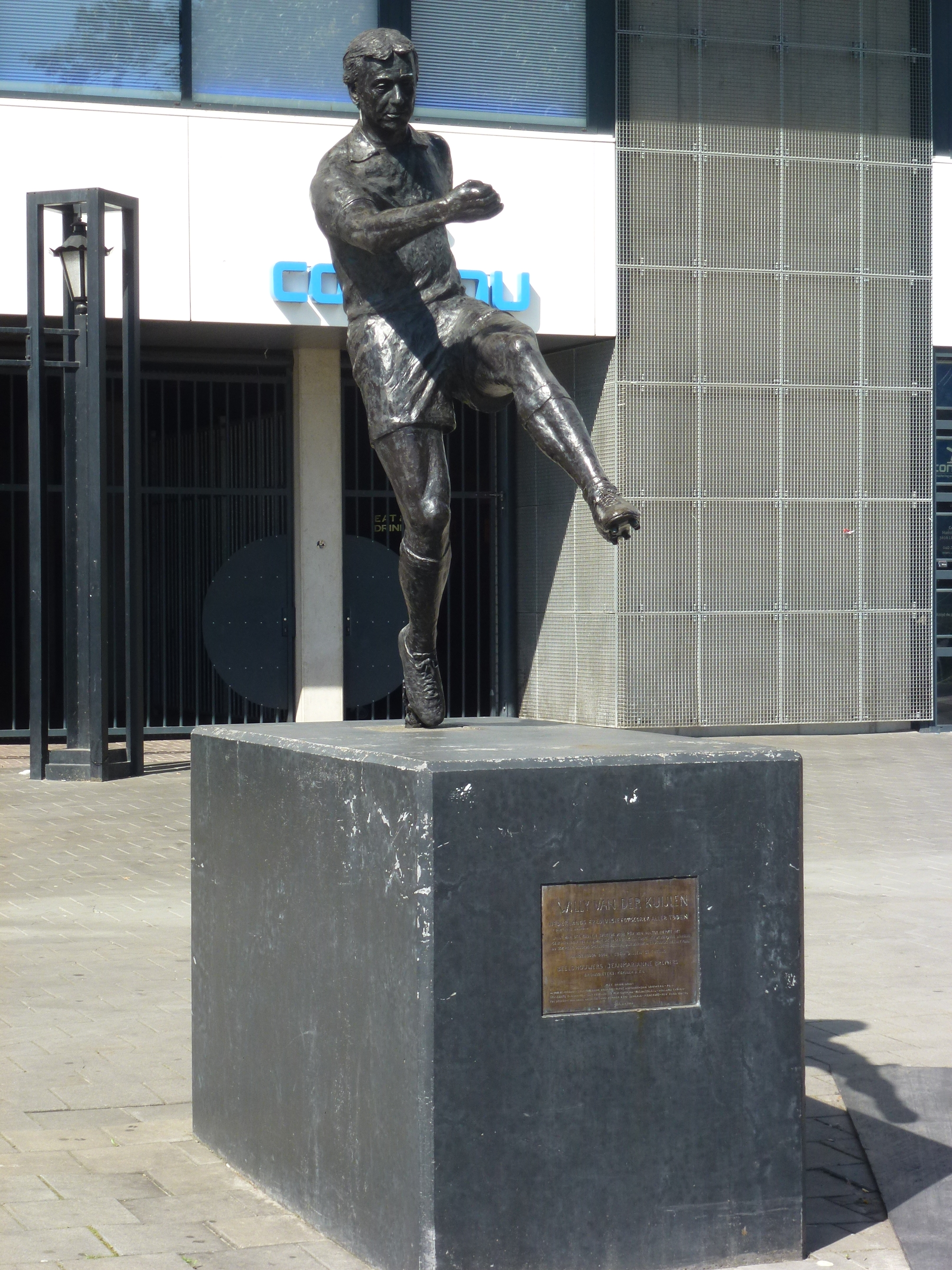
Het standbeeld van Van der Kuijlen naast het Philips Stadion van PSV

In 2004 werden er aan de oostkant van het Philips Stadion standbeelden onthuld van Van der Kuijlen en Coen Dillen, een ander clubicoon van PSV. De bronzen versie Van der Kuijlen, tweebenig, maar van nature rechts, staat schietend met links afgebeeld. Journalist Frans van den Nieuwenhof publiceerde in november 2011 het boek 'Onze Willy – voor altijd Mister PSV', een biografie van ruim 350 bladzijden. Bij de uitreiking daarvan reikte de toenmalige burgemeester van Helmond Fons Jacobs Van der Kuijlen ook de erepenning van de stad Helmond uit.

## Willy van der Kuijlen-trofee
Kort na zijn overlijden besloot de Eredivisie CV om aan de topscorer van de Eredivisie voortaan de  Willy van der Kuijlen-trofee uit te reiken. De trofee is een replica van zijn standbeeld naast het Philips Stadion. In seizoen 2020/21 werd Giorgos Giakoumakis de eerste winnaar van die trofee.

## Erelijst
| UEFA Cup   | 1x | 1977/78                   |
| Eredivisie | 3x | 1974/75, 1975/76, 1977/78 |
| KNVB Beker | 2x | 1973/74, 1975/76          |